# OK 77
OK 77 är en orienteringsförening från Grankulla, Finland grundad 1977.Under 1990-talet och början av 2000-talet hörde klubben till de främsta klubblagen i Jukola/Venla och Tiomilakavlen.Främsta framgångarna hittills är tredjeplatsen i Jukola 1998 och Venla 2003. Kända löpare som representerat klubben är världsmästarna Tomas Bührer och Brigitte Wolf samt landslagslöparna Mikael och Jan Donner samt Bodil Holmström Brigitte Grüniger och Angela Wild Verksamhetsområdet är västra Helsingforsregionen.